# Pentatlo moderno
Pentatlo moderno é um desporto olímpico praticado por homens e por mulheres, individualmente ou em equipes. Compõe-se de cinco modalidades diferentes: hipismo, esgrima, natação, tiro esportivo e corrida. É proclamado vencedor aquele que obtiver o melhor desempenho geral ao somar mais pontos. Por essa variedade de esportes, o vencedor do pentatlo é considerado o atleta mais completo.
O esporte surgiu na Grécia Antiga em 708 a.C., tendo Lampis de Esparta como seu primeiro campeão. Era a modalidade mais nobre dos Jogos Olímpicos da Antiguidade, que premiava o atleta mais completo. Naquela época, as provas iniciais eram: corrida, salto em distância, arremesso de disco e salto em altura. Então, os dois melhores colocados se enfrentavam em uma luta, e o vencedor ganhava não apenas o título, mas, também, prestígio na sociedade, passando a ser aclamado quase como um semideus. Aclamado pelo público, era chamado de "Victor Ludorum" ou "O Vencedor dos Jogos".
No início do século XX, o Barão de Coubertin, fundador dos Jogos Olímpicos da Era Moderna,  decidiu estimular a realização do pentatlo moderno. O pentatlo estreou nas Olimpíadas de 1912, em Estocolmo, Suécia.
A Hungria, a Suécia e a Rússia são as nações mais vitoriosas do esporte em Jogos Olímpicos. Até o momento, Brasil e Austrália são as duas únicas nações do Hemisfério Sul a ter uma medalha olímpica no pentatlo moderno. A brasileira Yane Marques conquistou a medalha de bronze em Londres 2012. Já a pentatleta australiana Chloe Esposito ganhou a medalha de ouro na  Rio 2016.

## História
O pentatlo moderno é uma prova criada pelo Barão Pierre de Coubertin, fundador dos Jogos Olímpicos da era moderna, baseada na filosofia por detrás do pentatlo disputado nos Jogos Olímpicos antigos. Na Grécia Antigamente, o pentatlo era constituído por provas que pretendiam demonstrar todas as aptidões físicas. Aquando da invenção da versão moderna, Coubertin inspirou-se nos soldados da cavalaria do século XIX, que deveriam saber montar um cavalo desconhecido, disparar, esgrimir, correr e nadar.
O pentatlo moderno estreou-se nos Jogos de 1912 em Estocolmo. Os lugares do pódio foram para três suecos, mas o quinto lugar foi para o futuro general George S. Patton. O evento para mulheres foi introduzido nos Jogos de Sydney 2000.
Apesar da longa tradição nos Jogos, o estatuto olímpico do pentatlo moderno tem sido posto em causa nos últimos anos, principalmente devido à fraca popularidade do desporto fora da Europa. No entanto, o Comitê Olímpico Internacional decidiu que permanecerá no programa olímpico pelo menos até 2020.

## Provas

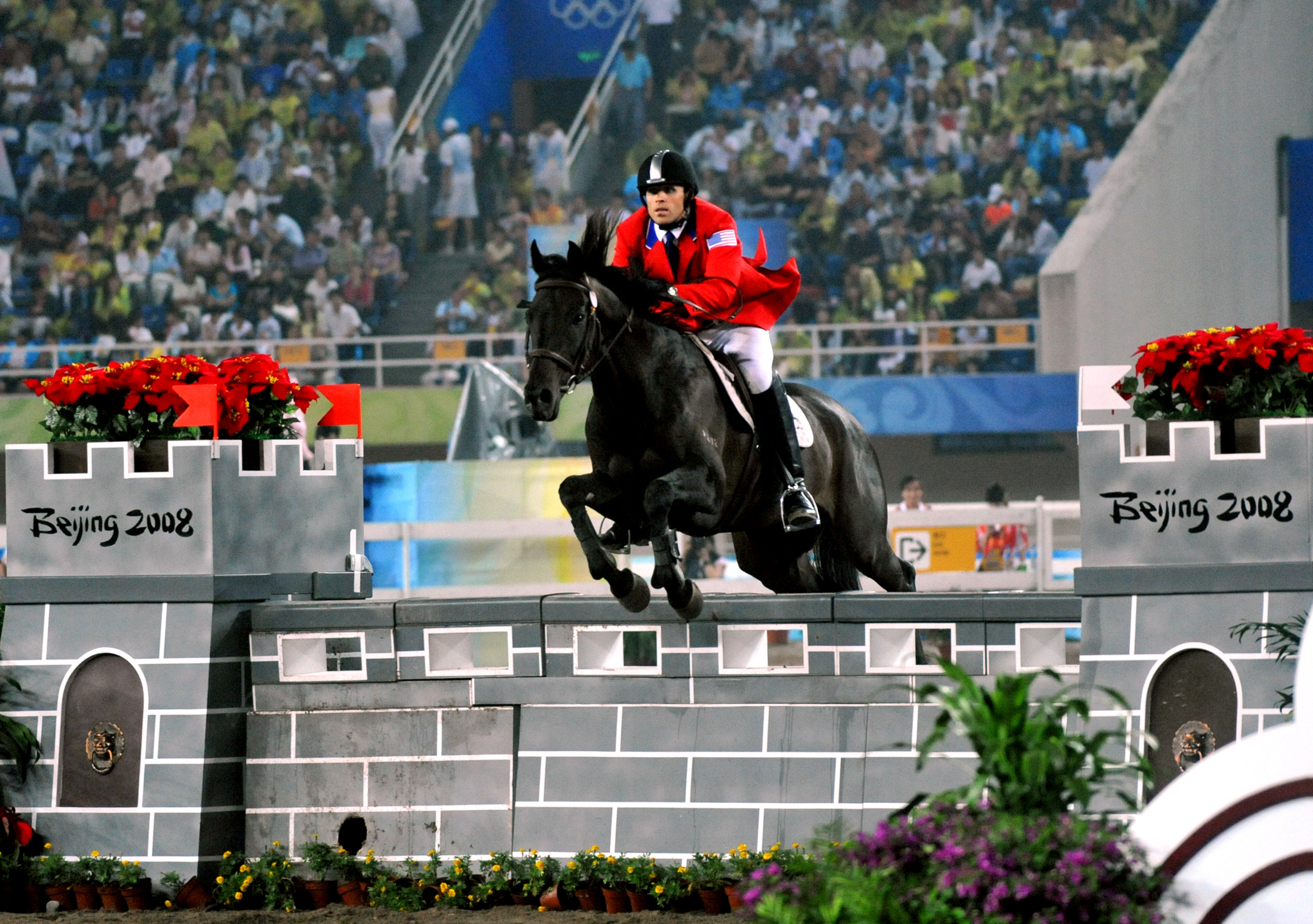
Prova de hipismo do pentatlo moderno

O pentatlo moderno consiste em cinco provas:
- Esgrima: Espada - uma competição round robin
- Natação: 200 metros livres
- Hipismo: Concurso de saltos - percurso de 350 a 450 metros, com 12 a 15 obstáculos. Os cavalos são fornecidos pela organização e atribuídos por sorteio a cada atleta 20 minutos antes da competição.

A equitação vai ser retirada da lista de provas. A federação internacional de pentatlo moderno publicou uma carta aberta, em novembro de 2021, anunciando que brevemente vai procurar uma especialidade que substitua a equitação.
A equitação ainda vai aparecer nos Jogos Olímpicos de Paris, em 2024, mas quatro anos depois, em Los Angeles, o pentatlo moderno já terá alguma alternativa na sua sequência.
- Laser-Run (Evento Combinado): O evento combinado é a última prova do pentatlo moderno e consiste na junção do tiro esportivo com a corrida. O atleta parte da linha de chegada e corre cerca de 30 metros até o estande de tiro onde terá que executar 5 tiros certeiros no alvo correspondente ao "7" no tiro esportivo de pistola de ar a 10 metros (atualmente o tiro é praticado com pistolas laser). Ele tem cerca de 50" para acertar os 5 tiros e caso faça isso em menos tempo pode sair para correr a distância de 800 metros. Isso é feito 4 vezes, ou seja, 5 tiros certos mais um percurso de 800 metros. Os atletas são ordenados conforme as pontuações adquiridas nos três eventos anteriores. O atleta mais pontuado sai primeiro, seguindo do segundo (após um intervalo de tempo proporcional à diferença de pontos que os separa), depois do terceiro e assim por diante. Desta forma, quem chega primeiro após o último percurso de 800 metros, é o vencedor do pentatlo moderno, no seu conjunto[3].

A Laser-Run foi criticada por alterar radicalmente a natureza das habilidades necessárias. The New York Times perguntou se o nome deveria ser alterado para "tetratlon", uma vez que duas das cinco disciplinas foram combinadas em um único evento.

## Quadro Geral de Medalhas do Pentatlo Moderno nos Jogos Olímpicos
Em 2012, apenas 18 países possuíam alguma medalha olímpica no pentatlo moderno. As extintas União Soviética e Checoslováquia e a Equipe Unificada também conquistaram medalhas em Olimpíadas. Estados Unidos e China, as duas maiores potências olímpicas do mundo na atualidade, ainda não obtiveram medalha de ouro, e o Brasil é o único país da América do Sul que subiu ao pódio no esporte. A China e o Brasil obtiveram suas primeiras medalhas olímpicas do pentatlo moderno nas Olimpíadas de 2012, e a Austrália e o México nas Olimpíadas de 2016.
| Ordem | País                 | Medalha de ouro | Medalha de prata | Medalha de bronze |     |
| ----- | -------------------- | --------------- | ---------------- | ----------------- | --- |
| 1     | HUN Hungria          | 9               | 8                | 5                 | 22  |
| 2     | SWE Suécia           | 9               | 7                | 5                 | 21  |
| 3     | URS União Soviética  | 5               | 5                | 5                 | 15  |
| 4     | RUS Rússia           | 4               | 1                |                   | 5   |
| 5     | POL Polônia          | 3               |                  | 1                 | 4   |
| 6     | GBR Grã-Bretanha     | 2               | 2                | 3                 | 7   |
| 6     | ITA Itália           | 2               | 2                | 3                 | 7   |
| 8     | GER Alemanha         | 2               |                  | 1                 | 3   |
| 9     | LTU Lituânia         | 1               | 2                | 1                 | 4   |
| 10    | CZE Chéquia          | 1               |                  | 1                 | 2   |
| 11    | KAZ Cazaquistão      | 1               |                  |                   | 1   |
| 11    | AUS Austrália        | 1               |                  |                   | 1   |
| 13    | USA Estados Unidos   |                 | 6                | 3                 | 9   |
| 14    | FIN Finlândia        |                 | 1                | 4                 | 5   |
| 15    | FRA França           |                 | 1                | 2                 | 3   |
| 16    | TCH Checoslováquia   |                 | 1                | 1                 | 2   |
| 16    | EUN Equipa Unificada |                 | 1                | 1                 | 2   |
| 16    | UKR Ucrânia          |                 | 1                | 1                 | 2   |
| 19    | CHN China            |                 | 1                |                   | 1   |
| 19    | LAT Letônia          |                 | 1                |                   | 1   |
| 21    | BLR Bielorrússia     |                 |                  | 1                 | 1   |
| 21    | BRA Brasil           |                 |                  | 1                 | 1   |
| 21    | MEX México           |                 |                  | 1                 | 1   |
| TOTAL | TOTAL                | 40              | 40               | 40                | 120 |